# Guyana en los Juegos Olímpicos de Barcelona 1992
Guyana estuvo representada en los Juegos Olímpicos de Barcelona 1992 por seis deportistas, cinco hombres y una mujer, que compitieron en tres deportes.
El equipo olímpico guyanés no obtuvo ninguna medalla en estos Juegos.